# 목없는 여살인마
목없는 여살인마는 1985년 김영한 감독의 공포영화다.

## 제작
- 감독: 김영한
- 각본: 김영한
- 제작: 신한영화
- 주연
  - 김정철
  - 김해숙

## 출연

### 주연
- 김정철
- 김해숙
- 곽은경
- 배수천

### 조연
- 유명순
- 국정환
- 이인옥
- 나갑성
- 김동호
- 최신영
- 손전
- 곽유림
- 박혜정
- 신문환

## 기타
- 제작부장: 원수남
- 제작부장: 조사준
- 조명: 서병수
- 조명부: 김선태
- 조명부: 박종환
- 조명부: 남재관
- 조명부: 강성우
- 조명부: 김병현
- 스틸: 최승화
- 조연출: 송명근
- 조연출: 진성원
- 조연출: 김철범
- 녹음: 김성찬
- 미술: 이명수
- 특수효과: 김철석
- 분장: 송일근
- 현상: 세방현상소
- 효과: 이재희